# Slates (EP)
Slates ist eine EP von The Fall, die am 27. April 1981 auf dem Musiklabel Rough Trade Records erschien.

## Hintergrund
Das Stück "Middle Mass" ist in Teilen ein Wortspiel mit dem Titel von George Eliots Roman Middlemarch.

## Veröffentlichung
Da Slates sechs Stücke enthielt und auf eine 10″-Schallplatte gepresst wurde, war die EP weder für die  Single- noch für die Albumcharts qualifiziert, da sie für Erstere zu lang und für Letztere zu kurz war. Trotzdem wurde sie in die U.K. Independent Charts aufgenommen, wo sie Platz 3 erreichte.
Slates wurde als CD erstmals 1992  auf dem Dojo Label zusammen mit dem Livealbum A Part of America Therein (1981) veröffentlicht. Diese Paarung wurde 1998 mit angepasstem Artwork von Castle Music nochmals herausgebracht.
2004 erschien dann eine CD-Edition mit neuem Mastering von den originalen Bändern, die sieben weitere Stücke enthielt: vier Tracks aus der vierten Session der Band bei John Peel, zwei Stücke von einer Single vom Dezember 1981 und ein weiteres ein Outtake – vorher auf einer Billig-Kompilation names The Collection (Castle, 1993) erhältlich.

## Titelliste
Seite A
1. Middle Mass (Steve Hanley, Marc Riley, Craig Scanlon, Mark E. Smith)
2. An Older Lover Etc. (Paul Hanley, S. Hanley, Riley, Scanlon, Smith)
3. Prole Art Threat (Riley, Smith)

Seite B
1. Fit and Working Again (Riley, P. Hanley, S. Hanley, Smith)
2. Slates, Slags, Etc. (The Fall)
3. Leave the Capitol (Riley, Scanlon, S. Hanley, Smith)

Bonustracks der CD-Neuveröffentlichung (1 - 4: John Peel Session 31. März 1981 / 5 & 6: Kamera ERA001, November 1981 (7") / 7: Outtake)
1. Middle Mass
2. Lie Dream of a Casino Soul
3. Hip Priest
4. C'n'C – Hassle Schmuck
5. Lie Dream of a Casino Soul
6. Fantastic Life
7. Medical Acceptance Gate

## Kritiken
Allmusic schrieb "Keine schlechte Geschmacksprobe für Neulinge, die etwas von The Fall aus der Post-Punk- und Prä-Pop-Phase wollen" ("Not a bad taster if you're new and want some post-punk, pre-pop Fall – and 90 percent of this is prime material.").
Robert Christgau vergab auf seiner an US-Schulnoten orientierten Skala ein B.